# پسیتوک
پسیتوک (به لاتین: Pseytuk) یک منطقهٔ مسکونی در روسیه است که در آدیغیه واقع شده‌است.